# Stige (nave cisterna)
La Stige era una nave cisterna per benzina della Regia Marina italiana, entrata in servizio nel 1925 ed attiva durante la seconda guerra mondiale. Durante gli anni venti fu affittata al "Consorzio Utenti Nafta S.A." (antesignano della flotta dell'Eni), trasportando idrocarburi sulla rotta Vado Ligure-Venezia, quindi fu restituita alla forza armata. Il 14 agosto 1942, al largo di Capo Spada (estremità nordoccidentale dell'isola di Creta), insieme  alla torpediniera Lince, che la scortava durante una missione da Suda a Tobruk, fu attaccata da siluri lanciati da un sommergibile non identificato, che non andarono a segno.
Nel settembre 1943 fu catturata dalla Kriegsmarine a Pola durante l'Operazione Achse nei giorni immediatamente successivi all'armistizio di Cassibile; venne poi autoaffondata nel porto di Venezia durante la fuga tedesca nell'aprile del 1945. Dopo la fine della guerra venne recuperata in previsione di una sua consegna all'URSS per conto riparazioni di guerra in base al trattato di pace. Tuttavia, non venne mai consegnata in quanto giudicata inefficiente e rientrò in servizio sino alla radiazione, avvenuta nel 1950.